# 마이클 폴 챈

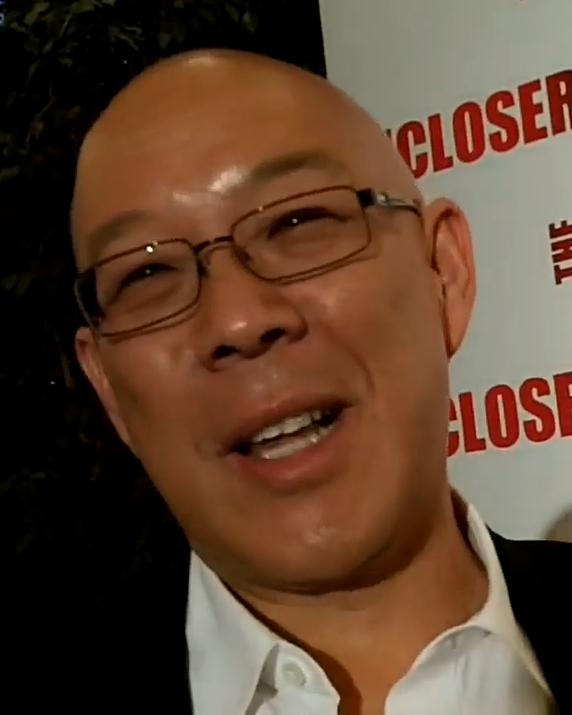

마이클 폴 챈(Michael Paul Chan, 1950년 6월 26일 ~ )은 미국의 배우이다.
샌프란시스코에서 태어났다.

## 출연 작품
- 아메리카니즈 (2006년)
- 해리스 부인 (2005년)
- 오메가 코드 2 - 마게도 (2001년)
- 글래스 하우스 (2001년)
- 스파이 게임 (2001년) - 빈센트 역
- 몰리 (1999년)
- 인사이더 (1999년)
- 도망자 2 (1998년)
- 더블 탭 (1997년)
- 프로텍터(영어판) (1997년)
- 배트맨 4 - 배트맨과 로빈 (1997년)
- 써든 테러 (1996년)
- 불사조 (1995년)
- 터미널 포스 (1995년)
- 배트맨 3 - 포에버 (1995년)
- 라스트 엔젤 (1994년)
- 매버릭 (1994년)
- 폴링 다운 (1993년)
- 하늘과 땅 (1993년)
- 조이 럭 클럽 (1993년)
- 조슈아 트리 (1993년)
- 래피드 화이어 (1992년)
- 사우전드 피시즈 오브 골드 (1990년)
- 스트레인저 온 마이 랜드 (1988년) - 엘리어트 역
- 쿵후 (1986년)
- 구니스 (1985년)

### 텔레비전
- 케빈은 12살 (1988년)
- 클로저 (2005년)